# Saint-Polgues
Saint-Polgues – miejscowość i gmina we Francji, w regionie Owernia-Rodan-Alpy, w departamencie Loara.
Według danych z 1990 r. gminę zamieszkiwały 182 osoby, a gęstość zaludnienia wynosiła 32 osób/km² (wśród 2880 gmin regionu Rodan-Alpy Saint-Polgues plasuje się na 1444. miejscu pod względem liczby ludności, natomiast pod względem powierzchni na miejscu 1459.).